# Lilla Snöfallstjärnen
Lilla Snöfallstjärnen är en sjö i Karlskoga kommun i Värmland och ingår i Göta älvs huvudavrinningsområde. Sjön är 9 meter djup, har en yta på 0,006 kvadratkilometer och är belägen 233 meter över havet.